# Charles LeGeyt Fortescue
Charles LeGeyt Fortescue (York factory, 9 novembre 1876 – Pittsburgh, 4 dicembre 1936) è stato un ingegnere elettrotecnico canadese.
Nacque a York Factory, nell'attuale Manitoba dove il fiume Hayes entra nella baia di Hudson. Era il figlio di un commerciante di pellicce della Hudson's Bay Company e fu tra i primi diplomati del programma di ingegneria elettrica della Queen's University nel 1898.
Dopo la laurea, Fortescue si unì alla Westinghouse Corporation di East Pittsburgh, in Pennsylvania, dove trascorse tutta la sua carriera professionale. Nel 1901 entrò a far parte del dipartimento di ingegneria che si occupava dei trasformatori e lavorò su molti problemi legati dall'uso dell'alta tensione. Nel 1913 pubblicò il documento AIEE dal titolo "The Application of a Theorem of Electrostatics to Insulator Problems" riguardante lo studio dei materiali isolanti. Nello stesso anno è coautore di una pubblicazione scientifica riguardante una tecnica di misura per la tensione che consiste nello studiare la scarica di breakdown tra due sfere conduttive non a contatto tra loro. Questa tecnica è attualmente usata in numerosi laboratori per lo studio dell'alta tensione.
In un documento presentato nel 1918, Fortescue dimostrò che qualsiasi insieme di N fasori sbilanciati - ovvero qualsiasi segnale "polifase " - poteva essere espresso come la somma di N sistemi di fasori bilanciati noti come componenti simmetriche. Il documento è stato giudicato il più importante articolo riguardante l'ingegneria di potenza del XX secolo.
Gli fu conferita la medaglia Elliott Cresson del Franklin Institute nel 1932 per il suo contributo al campo dell'ingegneria elettrica.
Una borsa di studio assegnata viene ogni anno dall'IEEE a suo nome per commemorare i suoi importanti contributi all'ingegneria elettrica.

## Brevetti
Fortescue ha ottenuto 185 brevetti nella sua carriera, nella progettazione di trasformatori, isolanti e circuiti di alimentazione in corrente continua e corrente alternata. Alcuni esempi sono riportati in seguito.
- Sistema isolante per apparecchiature elettriche, (EN)  US1129520, United States Patent and Trademark Office, Stati Uniti d'America.
- Trasformatore e avvolgimento, (EN)  US1129464, United States Patent and Trademark Office, Stati Uniti d'America.
- Trasformatore in corrente alternata, (EN)  US1129470, United States Patent and Trademark Office, Stati Uniti d'America.
- Sistema di distribuzione, (EN)  US1351033, United States Patent and Trademark Office, Stati Uniti d'America.